# Ibidem
Ibidem (afkorting: ibid.) is een Latijnse term die ‘op dezelfde plek’ betekent. Het wordt gebruikt als voetnoot of verwijzing naar een bron waarnaar in een vorige voetnoot is verwezen. Het woord heeft overeenkomsten met het woord idem, wat ‘hetzelfde’ betekent. Hoewel “Ibid.” in academische teksten soms cursief wordt geschreven, wordt dat niet altijd gevraagd. De Oxford Standard for Citation of Legal Authorities stelt bijvoorbeeld expliciet dat het niet cursief geschreven dient te worden.

## Voorbeeld
- 4. J.L. Jaspers, Zijn de mannen van Assen zelf aanranders van het schriftgezag?, Bloemendaal 1928, 38–39.
- 5. Ibid.
- 6. Kappelhoff, Ständeherrschaft, 164–170, bijz. 168, 175 en vlgg.
- 7. Jaspers, a.w., 8.

De voetnoot nummer 5 verwijst naar hetzelfde boek en dezelfde pagina als in nr. 4.
Nr. 7 verwijst naar hetzelfde werk dat aangehaald (= a.w.) is op nr. 4 en 5, maar nu naar pagina 8 in plaats van naar pagina’s 38 en 39.